# Нововоздвиженка (Башкортостан)
Нововоздвиженка (баш. Яңы Воздвиженка) — деревня в Воздвиженском сельсовете муниципального района Альшеевский район Республики Башкортостана России.

## История
Статус деревня посёлок приобрёл согласно Закону Республики Башкортостан от 20 июля 2005 года N 211-з «О внесении изменений в административно-территориальное устройство Республики Башкортостан в связи с образованием, объединением, упразднением и изменением статуса населенных пунктов, переносом административных центров», ст.1

6. Изменить статус следующих населенных пунктов, установив тип поселения — деревня:

…

2) в Альшеевском районе:

ч) поселка Нововоздвиженка Воздвиженского сельсовета

## Население
| 2002 | 2009 | 2010 |
| ---- | ---- | ---- |
| 16   | ↘13  | ↘9   |

Национальный состав
Согласно переписи 2002 года, преобладающая национальность — русские (82 %).

## Географическое положение
Расстояние до:
- районного центра (Раевский): 50 км,
- центра сельсовета (Воздвиженка): 3 км,
- ближайшей железнодорожной станции (Аксеново): 3 км.